# Franco Soave
Franco Soave (Meta, 14 giugno 1917 – Genova, 26 settembre 1984) è stato un chirurgo italiano, specializzato in chirurgia pediatrica.

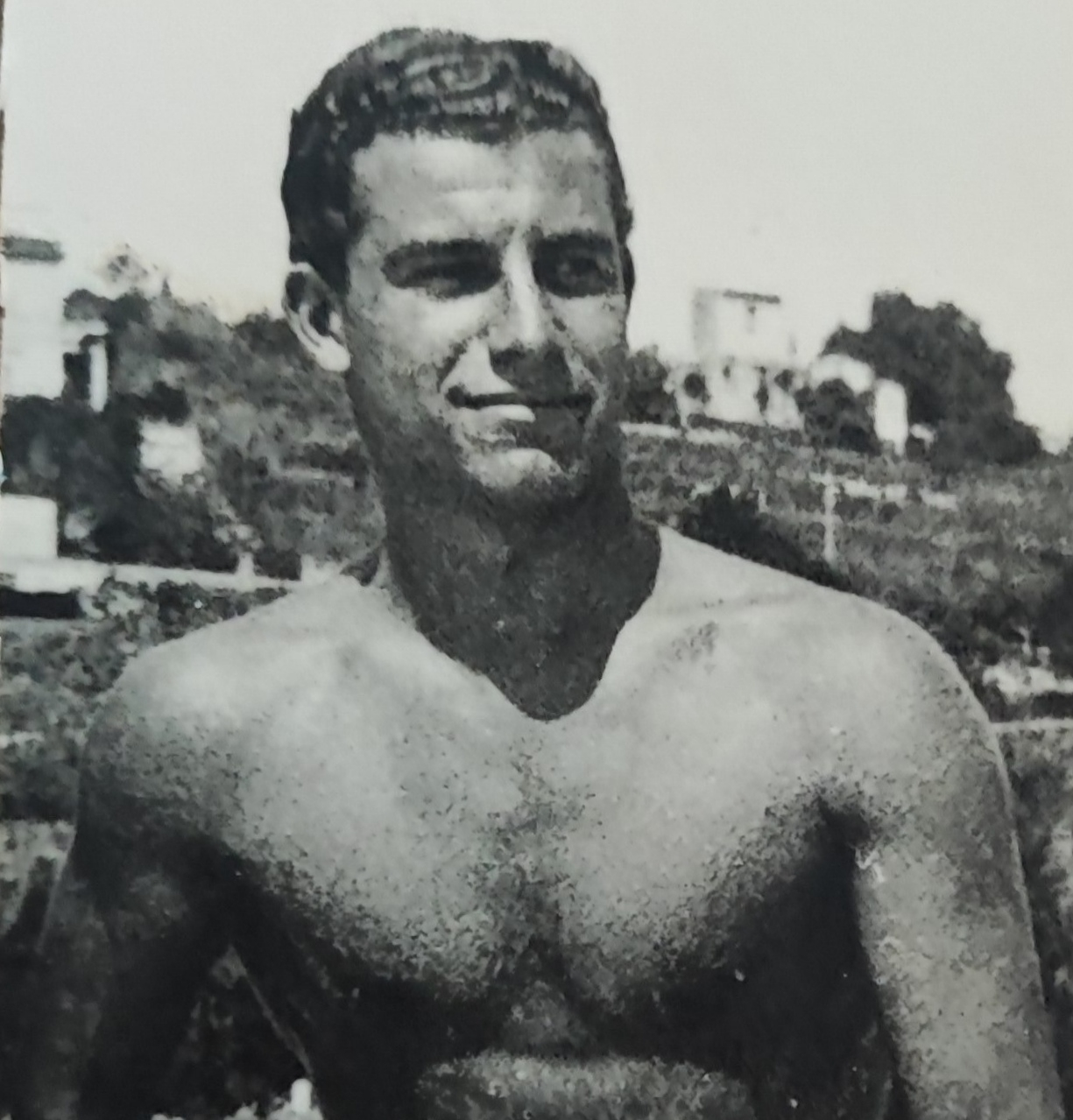
Franco Soave

Primo di tre figli, nacque alle 9,30 del 14 giugno del 1917 al numero 12 di Via Vocale a Meta, figlio di Salvatore Soave, Capitano di Lungo Corso, e di Elena Giuseppina Leboffe. 
Il 16 giugno, fu battezzato nella Basilica di Santa Maria del Lauro da Don Pasquale Cannavale avendo come madrina l'ostetrica che lo aveva fatto nascere (Corinne Trapani). Gli fu dato il nome di Francesco Mario Soave (Francesco dal soprannome del nonno Sosigene e Mario in onore della Madonna del Lauro).
Successivamente la sua famiglia si trasferì a Genova in modo da poter stare più vicina al padre Salvatore una volta divenuto Capitano di transatlantici che facevano scalo nel porto di Genova. 
Venne iscritto all'Accademia Navale di Livorno in quanto suo padre desiderava che suo figlio diventasse Ammiraglio; visto lo scarso interesse da parte di Franco per la carriera militare, venne ritirato da questa scuola.
Divenne amico del rampollo di Francesco Durante (grande luminare della chirurgia italiana di inizio ‘900) ed i discorsi ascoltati nella loro casa, lo avvicinarono e lo appassionarono alla materia; si iscrisse pertanto alla facoltà di medicina di Genova laureandosi così a pieni voti.
Dal 1944 e il 1950 lavorò in chirurgia presso la “Clinica Chirurgica” dell'Università di Torino dove fu allievo del cardiochirurgo Dogliotti. Tornato a Genova, dal 1951 al 1954, ricoprì il ruolo di assistente professore di chirurgia presso l'Università degli Studi di Genova.
Si specializzò anche all'estero conseguendo il Fullbright in chirurgia negli USA.
Nel 1955, a soli 39 anni fu nominato Primario di Chirurgia Pediatrica presso l'Istituto Giannina Gaslini di Genova diventandone uno dei quattro pilastri che hanno fatto “grande” la casa di cura infantile e facendola diventare uno dei poli pediatrici di fama intenzionale.
Nel 1960 divenne professore di chirurgia pediatrica presso l'Università di Genova.

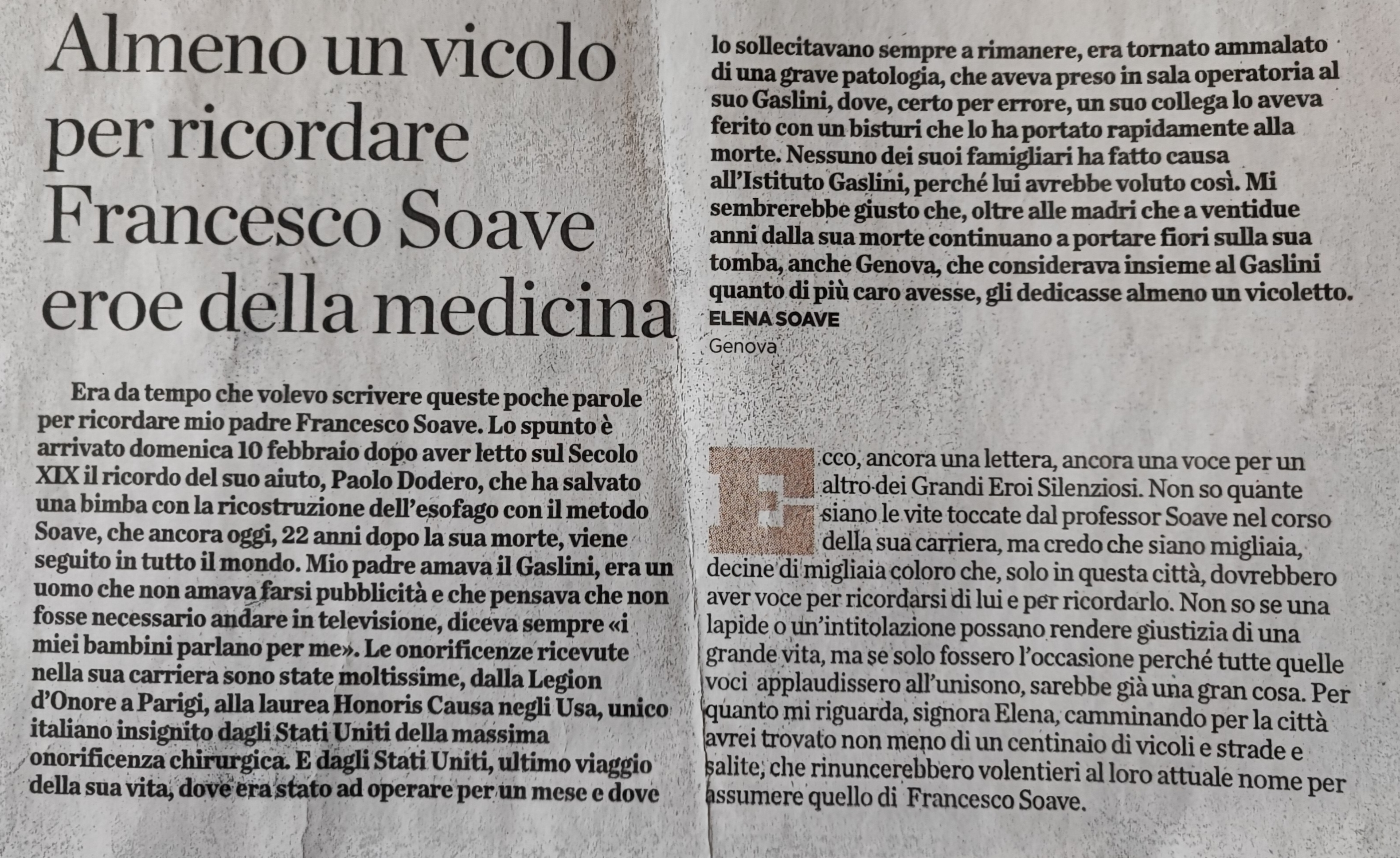
foto articolo 2007

Ha operato presso l'ospedale Gaslini di Genova ed è conosciuto per aver elaborato negli anni sessanta una tecnica chirurgica che prende il suo nome per l'intervento sul megacolon congenito (per il trattamento della Malattia di Hirschsprung) e in seguito arricchita con l'uso della laparoscopia. Tale tecnica fu una vera “rivoluzione” della chirurgia pediatrica e della chirurgia in genere di quell'epoca e non c'è chirurgo al Mondo che non la conosca.
Dopo la pubblicazione sulle riviste mediche specializzate, il Professor Soave venne invitato in molti paesi in tutto il mondo per tenere conferenze e per insegnare la sua tecnica ai colleghi. 
È stato un Windermere Foundation Travelling Professor of Surgery in Australia. Fu l'ospite d'oltremare in occasione della riunione annuale sia della sezione chirurgica della American Academy of Pediatrics (1971) che dell'American Pediatric Surgical Association (1984). A quest'ultimo, presentò la storia del suo lavoro dello sviluppo della sua tecnica per la malattia di Hirschsprung, le sue esperienze personali e il modo di eseguire l'intervento. Tra le altre sue presentazioni internazionali c'erano la Lecture Forshall (1971) e la Conferenza Ober Niedermayr (1975).
Il Professor Soave è stato presidente della Società Italiana di Pediatria 1970-1972 ed ha ricevuto la Fronda d'Oro del Comune di Genova e della Liguria. È stato il rappresentante italiano in seno all'Unione Europea dell'Associazione di Chirurgia pediatrica, nonché Commendatore della Repubblica Italiana.
Tra i riconoscimenti ottenuti meritano citazione la nomina a membro onorario della Società Catalana di Pediatria (1963), della Società Brasiliana di Chirurgia Pediatrica (1968), della sezione chirurgica della American Academy of Pediatrics (1971), della Società dei chirurghi dell'India (1974), dell'American Pediatric Surgical Association (1984), la laurea ad honorem dalla Società Giapponese di Chirurgia Pediatrica, la medaglia d'oro da parte dell'Università Polacca di Wroclaw, il Titolo Onorario di Kentucky Colonel.
Nel 1979 il Governo francese lo insignì del titolo di Cavaliere della Legion d'Onore. 
Ha scritto numerosi articoli e ha fatto parte dei comitati editoriali primi Progressi in “Paediatric Surgery”, “Zeitschrift for Kinderchirurgie”, ed il “Journal of Pediatrie Surgery”.
Morì prematuramente il 26 settembre 1984 a seguito di un'epatite contratta a causa di un taglio accidentale con un bisturi infetto durante un intervento chirurgico da lui effettuato. 
In suo onore è stato istituito un premio, la "Soave medal" con la quale vengono insigniti medici e ospedali che si distinguono nel campo della chirurgia pediatrica.